# Khasi (peuple)
Les Khasis (खासी) sont un groupe ethnique de langue môn-khmer  habitant :
- en Inde dans les États du Meghalaya (notamment dans les districts des monts Khasi), de l'Arunachal Pradesh, de l'Assam, du Bengale-Occidental, du Maharashtra, du Mizoram, du Tamil Nadu et du Tripura et les Îles Nicobar, où ils sont au nombre de 1 282 100 habitants[1].
- au Bangladesh, où ils sont 29 000 habitants.

Traditionnellement, les Khasis parlent la langue khasi et aussi l'anglais et l'hindi.

## Particularités politiques
Les Khasi appartiennent à un sous-ensemble des Wa, qui peuplaient autrefois toute cette région. La plupart des Wa se sont réfugiés dans les récifs montagneux pour fuir les envahisseurs. Leur peuple est apparenté aux Birmans des montagnes, et aux Tibétains des montagnes. Les Khasi vivent dans les Khasi Hills de L'Assam, dans le Meghalaya, qui s'élève à plus de 1800 mètres.
Comme de nombreuses sociétés matriarcales de la région, les Khasi s'étaient repliés sur les montagnes, et ont repoussé les invasions des aryens indo-européens, des hindous et des musulmans.
Ils perdent totalement leur autonomie en 1924 au profit des anglais qui ont bouleversé leur système de société. Les missionnaires anglais ont aujourd'hui réussi à convertir 80% des Khasi au christianisme. L'effondrement de leur système matriarcal commence lorsque les administrations coloniales transforment la terre en propriété privée pour mettre en place leur système gouvernemental, tandis qu'auparavant la terre était un bien commun que personne ne pouvait réclamer comme une ressource personnelle. Ils ont ainsi rencontré des problèmes de paysans sans terre.
Reconnus comme une minorité répertoriée, ils disposent aujourd'hui théoriquement du droit à garder leurs coutumes, même quand celles-ci s'écartent des règles constitutionnelles, ils seraient protégés par la Constitution indienne.
Les Khasi sont un peuple d'agriculteurs, ils ont par ailleurs développé une activité commerciale très active. Les femmes autant que les hommes participent au marché, et ils accordent une grande importance à ces événements, ils sont l'occasion de rendre visite aux autres villages des environs, et s'accompagnent de fêtes et célébrations. Le sacré et le profane se mêlent dans les activités commerciales des Khasi.
Les khasi créent et maintiennent des ponts de racines vivant.
La société des Khasi a du faire face a de nombreux et rapides changements de société au cours du XXe siècle. Auparavant société agricole de subsistance, ils sont désormais exposés à une économie de marché.

## Organisation familiale
Leur structure sociale date au moins du Néolithique, matrilinéaire,,, matrilocale, c'est un matriarcat, terme souvent interprété à tort comme une version inversée du patriarcat, ce qui a contribué à leur stigmatisation et leur déclin culturel. De nombreuses sociétés matriarcales ont des constructions mythologiques et familiales similaires à celle des Khasi, avec pour divinité primordiale une entité féminine. Les femmes Khasi sont perçues comme très fortes physiquement. Elles sont parées de magnifiques robes longues et colorées, et de bijoux, en particulier lors des cérémonies. Le nom Kha-si signifie littéralement "Né d'une mère". Les enfants portent le nom du clan de leur mère, la lignée paternelle ne jouant traditionnellement aucun rôle.[réf. nécessaire]
La plus jeune fille de la mère clanique hérite de son titre, elle est nommée la « khaddhu », gardienne du patrimoine familial et chef de famille. Elle est également la garante de la tradition. Prêtresse de la famille, elles ont un rôle unificateur. Responsables des cérémonies et gardiennes de la propriété du clan: maison, terre, et revenus des membres lui appartiennent, et il lui revient de les distribuer selon les besoins de chacun, tout cela dans la perspective de l'intérêt du clan, et non d'un profit personnel. Aujourd'hui, à la suite des pressions extérieures, le clan du père est aussi reconnu, mais la matrilinéarité est toujours privilégiée.
L'homme du foyer, frère et oncle protecteur est nommé "U-Kni". Des chercheurs européens ont surestimé leur rôle afin de les présenter comme "chef du foyer", car les U-Kni représentent leur clan lors des réunions de conseil avec les autres clans. Ils sont plutôt comme des "délégués", parlant pour leur clan selon les discussions entre ses membres, discussions parachevées par la mère clanique, détentrice de l’autorité. La mère clanique n'exerce pas son pouvoir par la force, tous les membres du clan respectent ses décisions,. Les colons britanniques ont imposé un conseil de district, qui a retiré aux conseils locaux le pouvoir de régler les affaires par consensus.
L'organisation familiale a changé pour de nombreux Khasi, et aujourd'hui certains hommes intègrent la maison clanique de leur épouse, ou s'installant avec une sœur aînée dans une maison qu'ils construisent. Depuis le début des années 1990, une minorité d'hommes réclament un abandon des règles d'organisation traditionnelles et réclame l'égalité entre les sexes. Les femmes seraient tenues à l'écart des décisions politiques indienne aujourd'hui, mais au sein du clan leurs décisions sont toujours respectées. Actuellement, de nombreux hommes Khasi estiment que leur système matriarcal est un des piliers et des fiertés de leur culture, et le défendent contre les tentatives incessantes des sociétés patriarcales, qui briment les particularités culturelles autochtones sur tous les continents, en particulier les sociétés matriarcales. Les hommes Khasi qui vivent encore de façon traditionnelle admettent volontiers que les femmes gèrent mieux l'argent pour le bien de toute la famille, les hommes des cultures autochtones dépensant souvent une grande partie de leurs revenus dans l'alcool. Certaines associations pour une réforme du système familial des Khasi encore traditionnels pensent que les hommes manquent de responsabilité, et que transmettre leur nom à leurs enfants pourrait améliorer leur situation. Les jeunes couples qui ont construit leur propre maison tentent de partager au mieux les responsabilités du foyer.
Dans les sociétés matriarcales, les femmes ont une position de responsabilité remarquable, mais il n'y a pas de domination de leur part comme c’est le cas dans les sociétés patriarcales, elles n’usent pas de violence. Dans ces sociétés, comme souvent dans les sociétés matriarcales, il n’y avait originairement ni police ni armée, les combats qu’ils ont pu mener dans l’histoire visaient à défendre leur culture lorsqu’elle a été menacée. Aussi, ils vivent dans la seule région de l'Inde où le ratio des naissances garçon-fille est équilibré. Lorsqu'une fille vient au monde, on laisse éclater sa joie, et les jeunes femmes de la région ne sont pas exposées comme dans le reste de l'Inde aux menaces du sexisme et de la violence conjugale.

### Mariage
Chez les Khasis, les mariages sont monogames. Ils ne pratiquent ni les mariages arrangés, ni la dot, chacun est libre d'épouser celui et celle qu'il souhaite. La seule règle est que les époux ne viennent pas du même clan, ce qui pourrait conduire à l'exclusion[source insuffisante].
Chez le Khasi, le divorce est aussi simple que le mariage, il peut être non-officiel, validé seulement par des parents ou des voisins. Les remariages sont fréquents, mais les Khasi ne fréquentent en général qu'un seul partenaire à la fois, ils sont donc monogames. L'homme est lié toute sa vie au clan maternel, il y demeure attaché bien qu'aujourd'hui les structures familiales aient changé, et il travaille dans le champ du clan. Lorsqu'il visite la maison de son épouse, traditionnellement il doit être très discret, et partir au petit matin.
Les changements instaurés progressivement par les envahisseurs ont encouragé des structures familiales mononucléaires autour du père de la famille. Les femmes continuent d'effectuer le travail des champs et domestiques, le soin apporté aux enfants et personnes âgées, mais leur participation aux décisions a été réduite. On rencontre dans ces familles des problèmes désormais classiques dans le mode familial à l'occidental, les femmes deviennent dépendantes de leur maris, la pauvreté lorsque celui-ci les quitte, ce qui entraine la déscolarisation des enfants, et certaines se tournent vers les clans matrilinéaires pour obtenir de l'aide. En effet un mouvement autochtone s'est développé pour la conservation du modèle matriarcal, mieux à même selon eux de protéger les enfants, et offrant protection aux femmes célibataires.[source insuffisante]

## Religion
Depuis la colonisation britannique et les missionnaires anglais chrétiens, la majorité de la population khasi s'est convertie au christianisme.
Il a été difficile pour les chercheurs de cerner les croyances et la signification des rituels des Khasi. Ils l'ont résumé par de l'animisme, du polythéisme, ou d'un culte des ancêtres.
Selon Heide Göttner-Abendroth, les cultures matriarcales vénèrent toutes une divinité primordiale féminine, dont découlent les autres divinités et les éléments du paysage. Dans leur culture elle se nomme "Ka-Meikha". Déesse de la mort autant que de la renaissance et des esprits. Le mot déesse en Khasi "Ka Blei" a été abrégé en Ka-li, et des chercheurs considèrent la déesse indienne Kali comme étant issue de la croyance en cette déesse primordiale. Kali exprimant encore l'aspect de la déesse en tant que divinité de la mort, et indirectement de la renaissance.
Les Khasi manifestent un grand respect pour leurs ancêtres, hommes et femmes. Ils se basent sur l'idée que les membres décédés d'un clan renaîtrons au sein du clan. Ils sont aussi régis par un grand respect pour la nature et les lieux sacrés qu'elle abrite. Les cours d'eau, par exemple, sont considérés comme sacrés, et on peut y trouver des émanations de la déesse, ce qui rappelle la croyance aux fées en Europe. Ils célèbrent aussi les moissons.
Les Khasi ont une culture mégalithique fascinante, faite de menhirs et de dolmen, qui a dérouté les chercheurs anglais car ils peuvent en voir aussi dans leur propre pays. Ces constructions datent du Néolithique, et incarnent les ancêtres défunts. La pierre horizontale sur le dolmen représente l'aïeule mythique, allongée car elle peut maintenant se reposer après tout le travail accompli, et les menhirs, pierres érigées, représentent les ancêtres hommes du clan à qui incombent de protéger sa paix éternelle. Interprétés à tort comme des pénis en érection, certains menhirs portent des visages sculptés. Les esprits décédés sont vivants à travers ces pierres, on fait appel à eux pour protéger le clan. Les ancêtres deviennent des divinités, on pose des mets sur le dolmen comme sur une table, et des sacrifices sont exécutés sur le dolmen, que l'on peint avec le sang sacrifié. Le dolmen avec un menhir derrière lui devient aussi un siège qui a plusieurs significations symboliques, et des membres du clan ont pu s'assoir dessus à diverses occasions. Les âmes des morts, qui se réjouissent de la compagnie des vivants, les bénissent en retour.[source insuffisante] La mort et la vie sont perçues de façon cyclique. Ainsi, il est possible qu'ils aient pratiqué les sacrifices humains par décapitation d'un membre masculin du clan sur le dolmen, c'était alors un sacrifice consenti, et la mort n'était qu'une étape des nombreuses incarnations de l'homme sacrifié. Ensuite les Khasi ont pratiqué le sacrifice sur des personnes non-consentantes, et sont devenus parfois chasseurs de tête, des voyageurs occidentaux ont pu être tués de la sorte, pratique ensuite définitivement éradiquée par les colons britanniques, mais qui a aussi permis à cette tribu de ne pas être envahie pendant longtemps, car les ennemis avaient peur de perdre leur tête. Parallèlement à cela les Khasi avaient aussi des techniques de combat qui leur a valu la réputation d'être des guerriers remarquables.

### Sources et bibliographie
- Notices d'autorité :   - BnF (données)
  - LCCN
  - Israël
  - Tchéquie
- (en) The Khasis, Low Price Publications, 1914, 168 p. (ISBN 978-81-7536-525-4)
- (en) Chie Nakane, Garo and Khasi, A Comparative Study in Matrilineal System, École des hautes études en sciences sociales, 1968, 187 p. (ISBN 978-2-7132-0188-2)
- (de) Sabine Herzog, Das Matriarchat als geschlechtssymmetrische Gesellschaftsform? : Die Khasi von Meghalaya/Indien, LIT, 2001, 112 p. (ISBN 978-3-8258-5404-1, lire en ligne)
- Heide Göttner-Abendroth (trad. de l'anglais), Les Sociétés matriarcales : Recherches sur les cultures autochtones à travers le monde, Paris, éditions des Femmes/Antoinette Fouque, 2019, 544 p. (ISBN 978-2-7210-0701-8), chap. 2 (« Le matriarcat dans le nord-est de l'Inde »), p. 83-106
- Martine Gestin et Nicole-Claude Matthieu, Une maison sans fille est une maison morte : la personne et le genre en sociétés matrilinéaires et/ou uxorilocales, Paris, Maison des sciences de l’homme, 2007, 503 p. (ISBN 978-2-7351-1129-9)

### Documentaires télévisés
- (de) Uschi Madeisky, Klaus Werner, Die Töchter der sieben Hütten. Matriarchat der Khasi in Indien, Colorama Film, 1997 (56 minutes; Info).
- (de) Bettina Witte, Khasi – Im Land der Frauen, Nima Productions, 2012 (43 minutes; Info).
- Olivier Lemaire, Terres de femmes, 2019, 52'